# Glückel von Hameln
Glückel von Hameln (1646 i Hamburg – 17. september 1724 i Metz) var en fremgangsrig tysk-jødisk juvelér og forretningskvinde. Hun er den første kvinde i Tyskland som skrev en selvbiografi.

## Værker
- Die Memoiren der Glückel von Hameln (ISBN 3-89547-040-6)
- Denkwürdigkeiten der Glückel von Hameln; udgivet af Alfred Feilchenfeld (ISBN 3-8257-0073-9)